# Diego Emilio Silva
Diego Emiliano Silva Silva (sinh ngày 17 tháng 5 năm 1987 tại Montevideo) là một cầu thủ bóng đá chuyên nghiệp người Uruguay hiện đang thi đấu cho Angthong FC tại Thai League 3. Năm 2015, Diego Silva ghi 18 bàn sau 19 trận của giải Ngoại hạng Lào. Trong mùa giải từ tháng 3 đến tháng 6 năm 2016, ghi 9 bàn sau 10 trận đầu tiên của giải Ngoại hạng Lào. Sau đó anh đã kết thúc mùa giải 2016 trong màu áo câu lạc Lanexang United với 23 bàn thắng sau 23 trận đấu.

## Tiểu sử
Vào tháng 2 năm 2010, Silva đã được câu lạc bộ Astra của Romania ký hợp đồng.
Vào ngày 8 tháng 7 năm 2013, anh ký hợp đồng với câu lạc bộ AEK Kouklia tại giải vô địch quốc gia Síp. Trước mùa giải Latvia Higher League 2014, Silva chuyển đến FC Jūrmala. Anh đã thi đấu 32 trận và ghi được 6 bàn thắng, trở thành chân sút số 1 của câu lạc bộ trong giải đấu dưới sự quản lý của cựu ngôi sao Manchester United, Andrei Kanchelskis. Vào tháng 1 năm 2017, Diego ký hợp đồng với câu lạc bộ Chainat Hornbill của Thái Lan. Trong 6 trận đầu tiên từ tháng 2 đến tháng 3 ở giải VĐQG Thái Lan 2 anh đã ghi được 4 bàn thắng và trở thành vua phá lưới của Chainat Hornbill. Ở mùa giải hiện tại, Diego đã ghi 10 bàn sau 16 trận đấu từ tháng 3 đến tháng 7 năm 2017.